# Вознесенка (Успенський район)
Вознесе́нка (каз. Вознесенка) — село у складі Успенського району Павлодарської області Казахстану. Входить до складу Конирозецького сільського округу.
Населення — 306 осіб (2021; 301 у 2009, 525 у 1999, 622 у 1989).
Національний склад станом на 1989 рік:
- українці — 38 %
- німці — 27 %